# 國立臺南大學附屬啟聰學校
國立臺南大學附屬啟聰學校，簡稱南大附聰、南附啟聰、南聰，是一所位於中華民國臺南市專門招收聽力損失學生的國立特殊教育學校，臺南校區設有幼兒部、國小部，新化校區設有國中部、高職部，於1891年成立，於2012年改隸屬國立臺南大學，改隸前為國立臺南啟聰學校。

## 校史

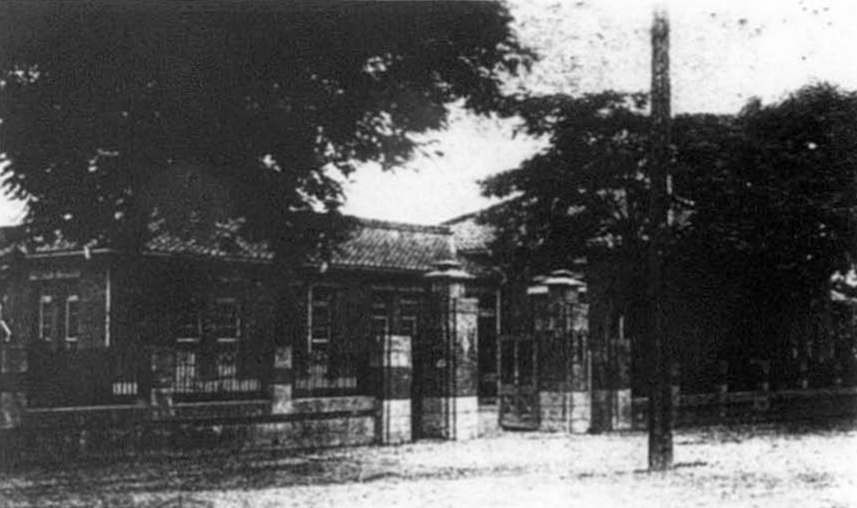
臺南州立盲啞學校

1891年，英國長老教會甘為霖牧師租用「洪公祠」（現在臺南市中西區東門市場附近）成立「青盲學」為臺灣第一所實施盲人點字教育之機構。同時也教授聖經、算數、手藝等。
1895年，台灣日治時期初期島內動亂不安，青盲學被迫暫時關閉。隔年，甘為霖拜訪當時首任臺灣總督樺山資紀，請他支持臺灣盲人教育。
1897年，青盲學因租期屆滿停辦。該年甘為霖致書擔任臺灣總督府學務長的伊澤修二請求支持盲人教育，並有意將青盲學交由日本政府經營。同年6月20日甘為霖先生資助陳春、蔡溪、郭主恩三位盲生赴日修學，開啟臺灣盲生赴日留學之路。
1900年，第四任臺灣總督兒玉源太郎向日本政府建議再度恢復盲人教育，並將青盲學併入臺南慈惠院的業務之中。依照臺南慈惠院規程第四條第二項的規定，在臺南市的岳帝廟街（後來的高砂町三丁目，現在臺南市民權路一帶）文昌祠後民房設立「教育部」，專門教育盲人，修業年限為普通科五年（修身、國語、算術、體操、唱歌）與技藝科三年（日本按摩術）。而教育部的房舍，當時是由士紳許廷光管理。創立之初，因為經費缺乏，由許廷光等人自行出資400圓將房舍改造以便能做為教室。臺南慈惠院每月出資10圓，以租借桌椅等設備。
1904年，臺南慈惠院制訂了「盲生教育規程」。
1915年9月16日，臺南慈惠院教育部接受日本「恩賜財團明治救濟會長」捐款25000圓，並撥地一千七百餘坪，在臺南壽町（今臺南校區，位於北門路一段109號）建盲啞學校，同年11月竣工移轉。同年12月9日，經臺灣總督府認可，校名改稱「臺南盲啞學校」，增設啞生部普通科（修業年限五年），教授修身、國語、算術、圖畫、體操等課，是盲啞合校的開始。同年12月18日舉行開校式。12月20日由臺南女子公學校長吉津邦喜代理校長處理校務。
1916年4月1日，第一屆啞生入學。4月13日任命該校教師平岩繁治為首任校長。
1922年，由臺南州接辦，改為「臺南州立盲啞學校」。
1946年，日治時代結束，更名為「臺灣省立臺南盲啞學校」。1956年，在臺中豐原設立「臺灣省立臺南盲啞學校豐原分部」（今「國立臺中啟聰學校」前身）。1962年，奉教育部改名為「臺灣省立臺南盲聾學校」。
1968年，臺灣實施盲聾分校措施，將原先臺南盲聾學校分設為「臺灣省立臺南啟聰學校」、「臺灣省立臺中啟聰學校」、「臺灣省立臺中啟明學校」，該校改為「臺灣省立臺南啟聰學校」後，專收聰覺障礙之兒童、青少年，設有幼稚部、國小部、國中部、高職部四部。1985年，行政中心、國中部、高職部遷到新化，幼稚部、國小部仍留原地。
2000年，奉行政院核立改名為「國立臺南啟聰學校」。2002年，設高職部綜合職能科，招收智能障礙學生。
2012年2月1日，改隸於國立臺南大學，更名為「國立臺南大學附屬啟聰學校」。

### 相關事件
2011年，被人本教育基金會揭發集體性侵及性騷擾案件，由教育部接管。學校在8年內，發生164件師生集體性侵害與性騷擾事件，被害人多達92人，年紀最小者僅小學2年級，案發地點包括教室、宿舍、圖書館、老師家、同學家及校車。2012年7月16日，監察院通過彈劾校方相關人員，包括前校長林細貞、周志岳，行政人員蔡璧娥、黃清煌、蔡郁真、林美慧、楊慧蕙、張木生、陳文通、陳政鈞、戴千琇、黃法川未依法盡責，但最終這些人很多還是回到該校持續工作。此事件後被出書為《沉默：台南特殊學校集體性侵事件》，2020年電影《無聲》則取材於該事件。

### 歷任校長
青盲學
| 任 次  | 姓 名       | 任 期      |
| 第一任 | 甘為霖 校長 | 1891～1897 |
臺南慈惠院盲人教育部
| 任 次  | 姓 名           | 任 期      |
| 第一任 | 秋山珩三 校長   | 1900～1904 |
| 第二任 | 中村京太郎 校長 | 1905～1911 |
私立臺南盲啞學校 & 臺南州立盲啞學校
| 任 次  | 姓 名         | 任 期            |
| 第一任 | 平岩繁治 校長 | 1916～1919/12    |
| 第二任 | 金谷末松 校長 | 1921/04～1923/11 |
| 第三任 | 西淵峻 校長   | 1924/04～1927/01 |
| 第四任 | 石川誠一 校長 | 1927/07～1936/07 |
| 第五任 | 濱崎勝 校長   | 1939/04～1945/12 |
戰後
| 任 次    | 姓 名       | 任 期            |
| 第一任   | 吳元參 校長 | 1946/06～1950/05 |
| 第二任   | 白今愚 校長 | 1950/06～1964/01 |
| 第三任   | 鄭騰輝 校長 | 1964/01～1964/06 |
| 第四任   | 金傳書 校長 | 1964/07～1968/07 |
| 第五任   | 童家駒 校長 | 1968/08～1979/08 |
| 第六任   | 林三木 校長 | 1979/08～1991/02 |
| 第七任   | 鄭武俊 校長 | 1991/02～1998/02 |
| 第八任   | 葉文榮 校長 | 1998/02～2002/02 |
| 第九任   | 黃端溶 校長 | 2002/02～2006/02 |
| 第十任   | 林細貞 校長 | 2006/02～2009/08 |
| 第十一任 | 周志岳 校長 | 2009/08～2011/09 |
| 第十二任 | 王春成 校長 | 2011/09～2012/02 |
| 第十三任 | 林瑞榮 校長 | 2012/02～2012/06 |
| 第十四任 | 管志明 校長 | 2012/06～2015/07 |
| 第十五任 | 陳秀雅 校長 | 2015/08～迄今    |

## 註解
1. ↑  現在多以為「訓瞽堂」（Hùn-kó͘-tông）是臺灣特殊教育的開始，不過「訓瞽堂」一詞最早出現在1897年8月臺南府城教會報第149卷第59頁的Chhiⁿ-mî-o̍h （青盲學）一文，而當時該校已於同年3月關閉。在此之前教會報所提到的這所盲校時，都是以開頭字母大寫的Chhiⁿ-mî-o̍h或Chheⁿ-mê-o̍h 或Chhiⁿ-mî-o̍h-tn̂g（青盲學堂）來表示，而非Hùn-kó͘-tông（訓瞽堂）。教會報中若泛指中國或日本盲人學校時，則以開頭字母小寫的chhiⁿ-mî-o̍h或chheⁿ-mê-o̍h稱之。 「訓瞽堂」的「訓」字常見於日本盲啞學校的校名，如「東京に楽善会訓盲院」、「横浜訓盲院」等；而「瞽」字則常出現在中國盲啞學校的校名，如「啟明瞽目院」、「振瞶瞽目學校」。因此所謂的「訓瞽堂」，應該是後人將日本的「訓」與中國的「瞽」結合而成。

## 外部連結
- 邱大昕 (2015)〈盲流非盲流：日治時期臺灣盲人的流動與遷移〉，《台灣史研究》，22(1)：1-24。 （页面存档备份，存于）
- 國立臺南大學附屬啟聰學校（页面存档备份，存于）
- 國立臺南大學附屬啟聰學校FB粉絲頁 （页面存档备份，存于）
- 南部特教學校性侵事件記錄簿（页面存档备份，存于）
- 《沉默：台灣某特教學校集體性侵事件》報導文學臉書專頁 （页面存档备份，存于）
- 【不能說的秘密】 台版《熔爐》 台南啟聰學校集體性侵事件
- 3分鐘事件始末 --- 國立臺南大學附屬啟聰學校集體性侵事件（页面存档备份，存于）